# Майерс, Густав
Густав Майерс (англ. Gustavus Myers; 1872—1942) — американский историк, писатель и журналист, его имя связано с периодом разоблачительной журналистики американской литературы.

## Биография
Родился 20 марта 1872 года в Трентоне, Нью-Джерси. Был одним из пятерых детей в семье Abram и Julia Hillman Myers. Его брат — Джером Майерс, стал видным художником. Из-за частого отсутствия отца, воспитанием детей занималась мать. Переезжали по стране, проживая в Трентоне, Нью-Джерси и Филадельфии, Пенсильвания.
В Филадельфии Густав посещал школу. В возрасте 14 лет он начал работать на фабрике. Своё образование продолжил, посещая публичные лекции.  В 1891 году Майерс устроился на работу репортером в газету Philadelphia Record, переехав в следующем году в Нью-Йорк, где жил до конца своей жизни. В 1890-х годах он стал членом Народной партии (People's Party), позднее перейдя в Социалистическую партию Америки. В течение 1910-х годов Майерс сформировался как ведущий участник американского социалистического движения; написал несколько книг, изданных компанией  Charles H. Kerr & Co. — крупнейшего в то время в стране издательства марксистской литературы. Майерс опубликовал три тома по истории семейного богатства в Соединенных Штатах и один том на эту же тему по Канаде, а также труд по истории Верховного суда США. Эти работы часто цитировались в академической среде в течение нескольких последующих десятилетий. В 1917 году Густав Майерс разошёлся с Социалистической партией во мнении об участии США в Первой мировой войне.
В 1941 году он получил стипендию Гуггенхайма, которую использовал, чтобы написать книгу «История фанатизма в Соединенных Штатах» (англ. History of Bigotry in the United States). Опубликована она была издательством Random House уже после его смерти.
Умер 7 декабря 1942 года в Бронксе, Нью-Йорк, и похоронен на кладбище Вудлон. Был женат на Женевьеве Уитни (англ. Genevieve Whitney) из Спрингфилда, штат Массачусетс (с 23 сентября 1904 года), они имели двоих детей.

## Память
- Документы, относящиеся к Густаву Майерсу, находятся в American Heritage Center Вайомингского университета в Ларами.
- В 1984 году в США был создан центр Gustavus Myers Center for the Study of Bigotry and Human Rights,[2] бессменным директором которого по 2015 год была  Лоретта Уильямс (англ. Loretta Janice Williams, 1937—2015) — писатель, социолог и общественный деятель.[3] С 2001 по 2008 годы центр вручал ежегодные награды за книги, «проливающие свет свет на фанатизм в Америке».[4] Лауреатами этой премии были Toni Cade Bambara, Paula Giddings, Joy Harjo, Ruben Martinez, Nell Irvin Painter, Steven Salaita и Kenji Yoshino. В 2009 году, в 25-летний юбилей центра, вручение премий было прекращено из-за нехватки средств.

## Сочинения
- История американских миллиардеров. Т. 1. / Пер. с нем. С. О. Цедербаум. — Москва : Гос. изд-во, 1924. — 294 с.
- История американских миллиардеров. Т. 2. / Пер. с нем. В. С. Цедербаум. — Москва : Гос. изд-во, 1927. — 317 с.